# Borneo Północne na igrzyskach Wspólnoty Narodów
Borneo Północne wystartowało dwukrotnie na igrzyskach Wspólnoty Narodów: w 1958 roku na igrzyskach w Cardiff oraz w 1962 roku na igrzyskach w Perth. Od 1963 roku Borneo Północne, Federacja Malajska oraz Sarawak utworzyły zjednoczone państwo Malezji i od tamtej pory startują pod tą nazwą. Borneo Północne nie zdobyło medali w żadnej konkurencji.

## Klasyfikacja medalowa
| Igrzyska     | Złoto | Srebro | Brąz | Razem |
| ------------ | ----- | ------ | ---- | ----- |
| 1958 Cardiff | 0     | 0      | 0    | 0     |
| 1962 Perth   | 0     | 0      | 0    | 0     |
| Razem        | 0     | 0      | 0    | 0     |